# Thoma
Thoma (? - 1127), també anomenada Habiba de València, va ser una acadèmica àrab de l'Àndalus coneguda pels seus diversos escrits amb autoritat sobre gramàtica i jurisprudència. Es coneixen poques coses de la seva vida.